# سیارک ۸۵۶۱
سیارک ۸۵۶۱ (به انگلیسی: 8561 Sikoruk، نامگذاری:1995SO29) هشت هزار و پانصد و شصت و یکمین سیارک کشف شده‌است که در ۲۶ سپتامبر ۱۹۹۵ کشف شد.
قدر مطلق سیارک برابر ۲۹.۵ است.